# Megaselia mellea
Megaselia mellea är en tvåvingeart som beskrevs av Borgmeier 1962. Megaselia mellea ingår i släktet Megaselia och familjen puckelflugor. Inga underarter finns listade i Catalogue of Life.